# يو إف سي 245
يو إف سي 245: عثمان ضد كوفينغتون (بالإنجليزية: UFC 245: Usman vs. Covington)‏ هو حدث لفنون القتال المختلطة نظمته يو إف سي، أُقيم في تاريــــــــخ، على تي موبايل أرينا في بارادايس، نيفادا، الولايات المتحدة.